# Bezzeg az én időmben
A Bezzeg az én időmben Fehér Klára 1960-as években megjelent regénye, egy tizenöt éves lány életét meséli el a második világháború időszakában.

## Történet
|  | Alább a cselekmény részletei következnek! |

A tizenöt-tizenhat éves lány, Horváth Kati 1940-41-ben a szüleivel és két testvérével Budapestre költözik. Ahogy a legtöbb ilyen korú lány, főleg, ha egy lányiskolában, fiúktól elzárva kell élnie, a szerelemről és boldogságról álmodozik, miközben élettere rendkívül kicsi, mert iskolai tanulmányait csak akkor folytathatja ösztöndíjjal, ha kitűnő eredménnyel végez el minden évet. Kati lábát lóbálva hallgatja minden este anyja visszaemlékezéseit, amelyek a szokásos „Bezzeg az én időmben”-nel kezdődnek, és életében akkor áll be az első igazi változás, amikor egy véletlen folytán összehozza a sors későbbi szerelmével, Lacival.
Kati a külvilágtól elzárva él, nem érdekli a nemzetközi helyzet, a politika, a világháború, és csak az első bálja idején veszi észre, mi is történik, amikor Laciját katonának hívják. A mű végén azt kívánja, hogy ha neki is gyerekei lesznek, hallgassák azok ugyanúgy, odafigyelés nélkül, máson gondolkodva az ő elbeszéléseit, és sose kelljen megérteniük azt, amit ő élt át.
A mű nem véletlenül az egyik legkedveltebb ifjúsági regény, A Nagy Könyv egyik legnépszerűbb magyar regénye lett. Valószínűleg a jó karakter-megformálásokon, és könnyen átélhető történeten kívül a sorokat átható derű és boldogságkeresés erről a szomorú időszakból teszi felejthetetlenné a regényt.
|  | Itt a vége a cselekmény részletezésének! |

## A regény fordításai
A regény 1966-ban jelent meg németül, Träume mit fünfzehn (Álmok tizenöt évesen) címen, Szent-Iványi Ita fordításában, Gisela Röder illusztrációival. 1974-ben jelent meg lengyelül, No coz, za moich czasów ... címen, Anna Rak fordításában, Julitta Karwowska illusztrációival.